# Leo Zippin
Leo Zippin (Nova Iorque, 25 de janeiro de 1905 — Manhattan, 11 de maio de 1995) foi um matemático estadunidense.
Filho dos judeus Bella Salwen e Max Zippin, que em 1903 imigraram da Ucrânia para Nova Iorque.

## Formação
Estudou na Universidade da Pensilvânia, onde obteve o doutorado em 1929, orientado por John Robert Kline. Autor de The Uses Of Infinity e com Deane Montgomery de Topological Transformation Groups. Em 1952 resolveu, com Andrew Gleason e Deane Montgomery, o quinto problema de Hilbert.